# Adrualdo Barroso da Silva
Adrualdo Barroso da Silva, conosciuto come Duca (Recife, 4 maggio 1934), è un ex calciatore brasiliano, di ruolo attaccante.

## Carriera
Durante la sua carriera militò per sei anni nel Flamengo, squadra brasiliana con sede a Rio de Janeiro, prima di trasferirsi in Spagna per giocare in Primera División.
Per sette stagioni vestì la maglia del Real Saragozza, con cui nella stagione 1963-1964 vinse la Coppa del Re e la Coppa delle Fiere.
Nella stagione 1965-66 giocò nel Maiorca, ma il club delle Isole Baleari arrivò al penultimo posto in campionato e retrocesse in Segunda División. In quella stagione Duca giocò 14 partite e segnò un gol.
Non esordì mai in Nazionale.

## Palmarès

### Club

#### Competizioni nazionali
- Coppa di Spagna: 2

Real Saragozza: 1963-1964, 1965-1966

#### Competizioni internazionali
- Coppa delle Fiere: 1

Real Saragozza: 1963-1964